# Drinápolyi béke (1568)
A drinápolyi béke 1568. február 17-én I. Miksa magyar király (német-római császárként II. Miksa) és II. Szelim oszmán szultán között létrejött egyezmény Drinápolyban, a mai törökországi Edirne városában.

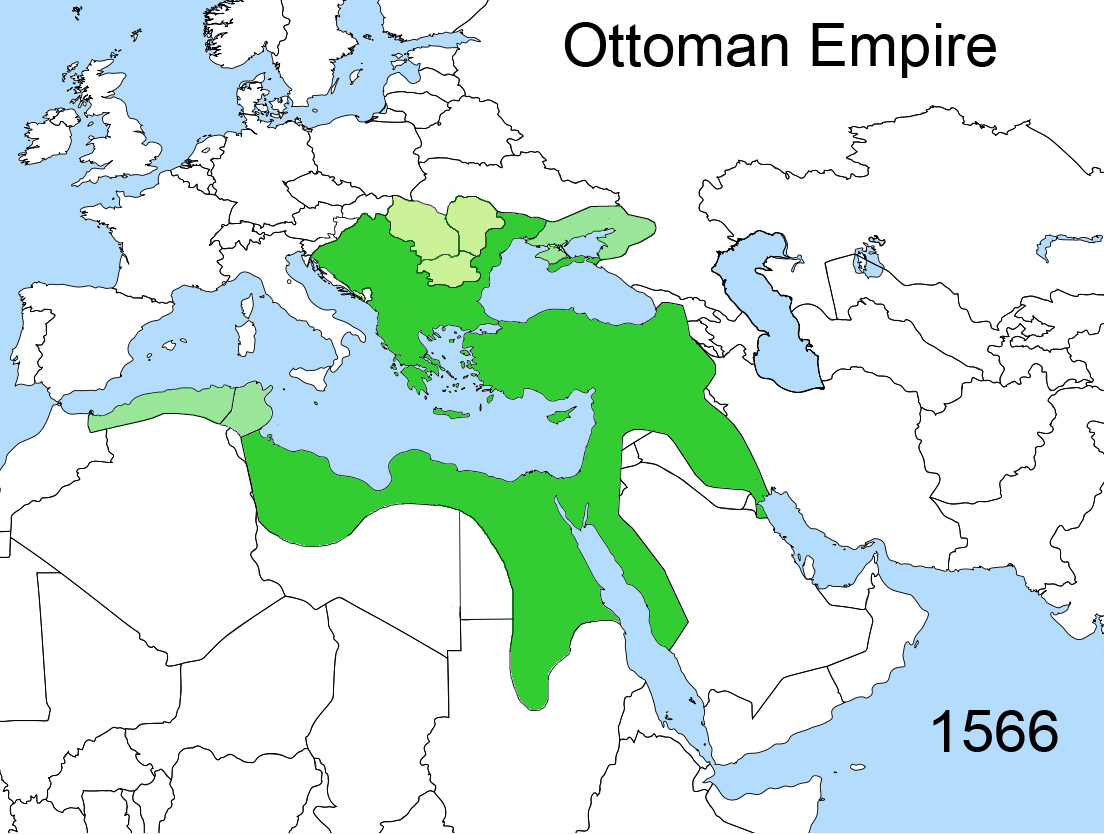
Az Oszmán Birodalom kiterjedése 1566-ban

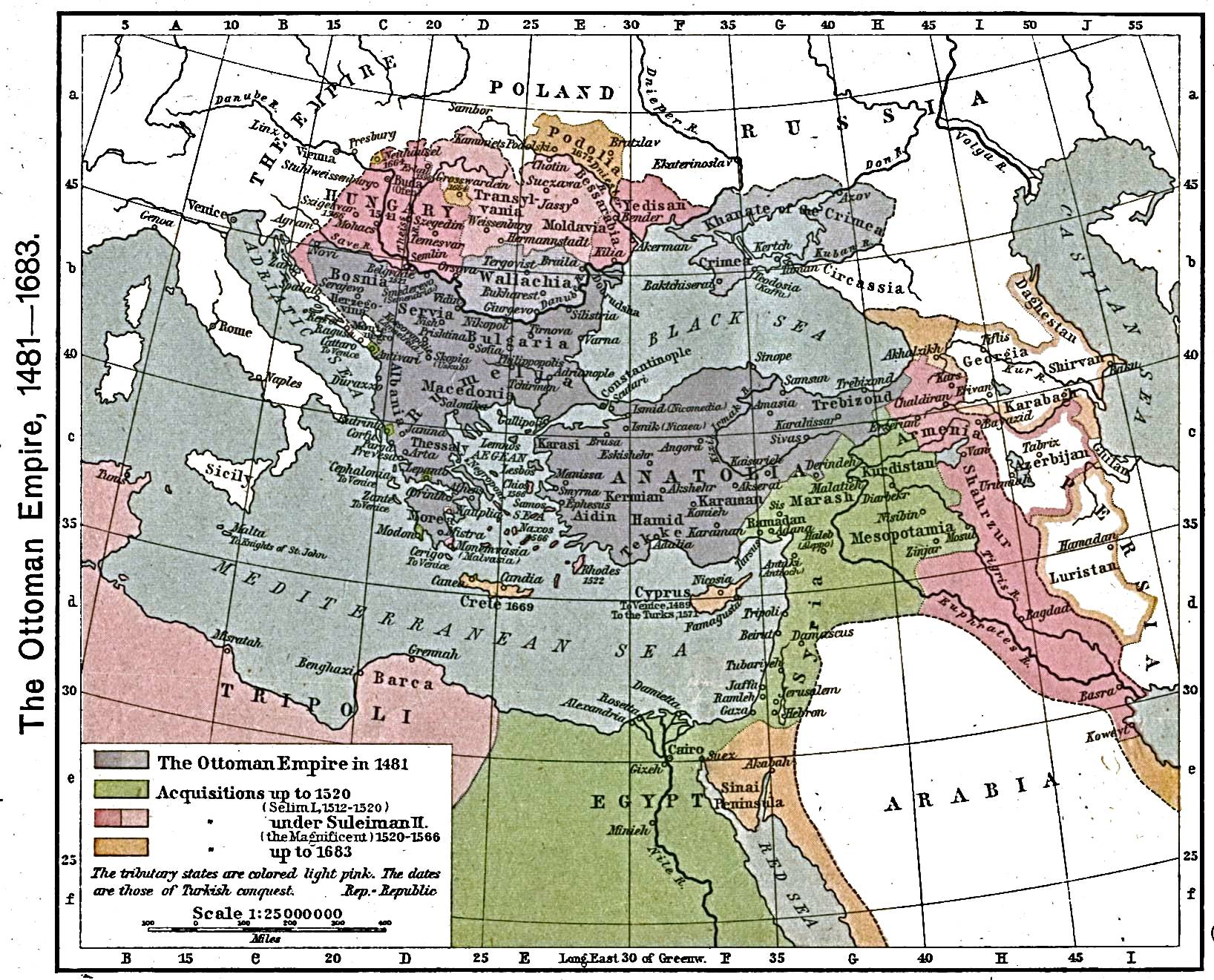
Az Oszmán Birodalom térképe (1481–1683)

A három részre szakadt Magyar Királyság 1526–1568 között

## A béketárgyalások
Szigetvár 1566-ban történt eleste és Szulejmán halála után a Habsburg Birodalom fegyverszünetet kért a törököktől és a béketárgyalások 1567 nyarán Drinápolyban el is kezdődtek a Portával. II. Miksa német-római császár eredetileg 10 évre szerette volna kötni a szerződést, de az új török szultán II. Szelim, csak 8 évre volt hajlandó a fegyverszünetet kitolni, azzal a megjegyzéssel, hogy lejárta után a szerződést meg lehet újítani. Több mint fél évig tartó tárgyalás után létrejött a megegyezés. Miksa a bécsi követség élére egy diplomatáját, Verancsics püspököt állította és Teuffenbach Kristófot rendelte mellé.

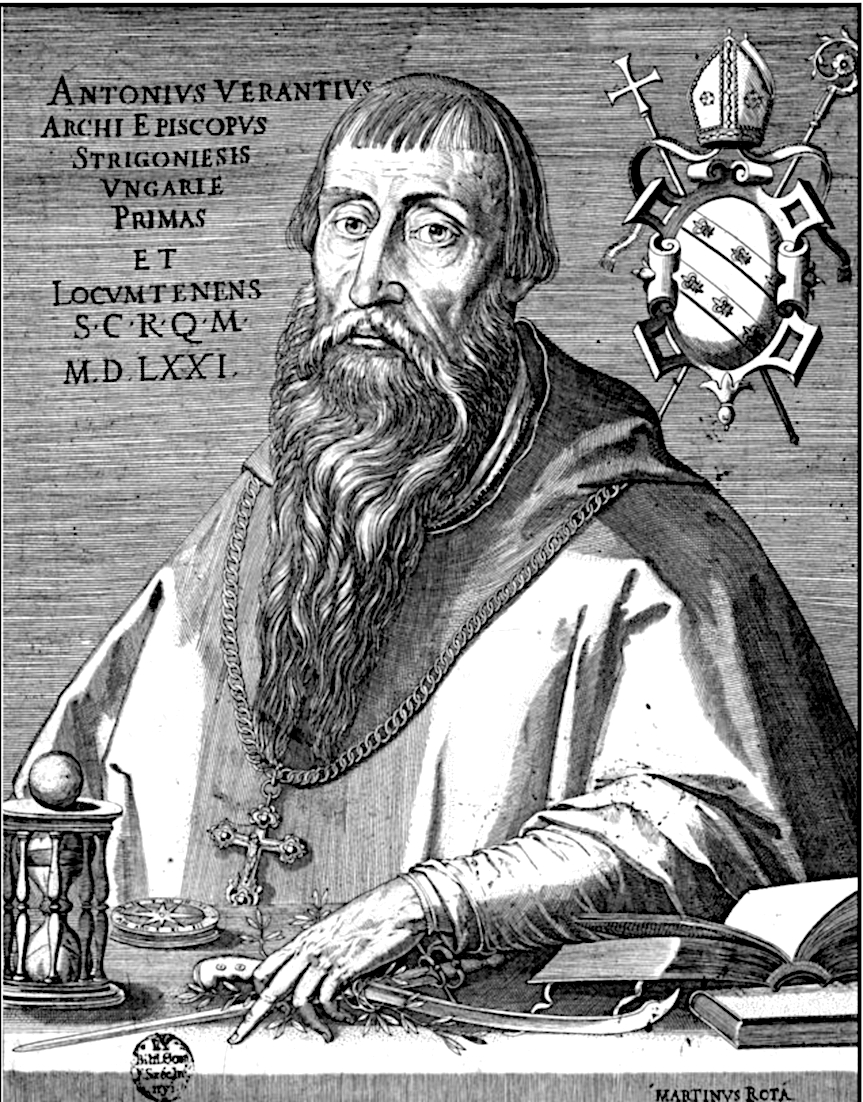
Verancsics Antal pécsi megyés püspök diplomata

A nyolc évre szóló békekötés alkudozásairól Verancsics Antal pécsi megyés püspök diplomata, aki résztvevője volt a tárgyalásoknak, 1567. október 7-én a békealkudozásról így írt a levelében: a budai pasa a török hódoltság és magyar király birtokai között határúl: Szolnok, Eger, Hatvan, Fülek, Vygles, Léva, Esztergom s Csóka-kőtől a Rigna folyóig terjedő vonalat jelölte ki, ugy, hogy a mi e határvonalon belől, az ő hatalmukban van a jászokkal és kúnokkal együtt, az átalában az övék legyen, s jövőben a magyar királynak ne adózzék, s hivatkozott a pasa a szultán azon könyvére, melybe Magyarország minden hódoltsági várai, városai s falui le vannak irva. E tervnek a porta már elébb tettleg is érvényt szerzett, megparancsolván a szomszéd bégheknek, hogy a közös jobbágyok feletti hatóság gyakorlásától a magyarokat tiltsák el, s az egriek borainak, a jászok és kúnok faluiban eladását, s a Rinyán tuli jobbágyok által a magyar részre adózás és szolgálatok teljesitését meg ne engedjék.
A bécsi küldöttségnek sikerült bizonyos pontokat világosabban megfogalmazni, mint az 1547. június 19-én V. Károly császár és I. Szulejmán szultán között megkötött békekötéskor, amellyel az 1540–47 között dúló Habsburg–török háborút zárták le. Egyes pontjainak tisztázásához feltehetően Natale Angielini 1567-ben kiadott térképét is használhatták.
|  |  |
|  |  |

## A szerződés tartalma
- I. Miksa tudomásul vette az 1552–1566 közötti török hódításokat;
- mindkét félnek megtiltotta a további területszerző hadjáratokat, ezzel kölcsönösen garantálták a kialakult határok fenntartását;
- egyikőjük sem támadja meg Erdélyt, ugyanakkor Erdély sem támadhatja meg sem a Habsburg Birodalmat, sem az Oszmán Birodalmat;
- az alattvalóknak nem lesz bántódásuk, szabadságukban nem akadályozzák őket;
- Erdély és az Oszmán Birodalom az Erdély és a Tisza közötti területeken lévő falvakat, városokat, várakat elcserélhetik;
- tilos emberkereskedelmet folytatni;
- a követek szabadságot, sértetlenséget élveznek;
- a császár évi 30 000 magyar aranyforint adót fizetett a szultánnak.[3]